# Spelaeoglomeris jeanneli
Spelaeoglomeris jeanneli är en mångfotingart som beskrevs av Henri W. Brölemann 1913. Spelaeoglomeris jeanneli ingår i släktet Spelaeoglomeris och familjen klotdubbelfotingar. Inga underarter finns listade i Catalogue of Life.